# نوكيا E65
نوكيا E65 هو أحد أجهزة نوكيا، شركة الهواتف والتقنية النقالة. يأتي هذا الجهاز مع شاشة نوعها 320 * 240 24-بت (16.7 مليون) لون. تم إصدار هذا الجهاز في 2001. أما بالنسبة لوضعية إنتاجه الحالية فلم يعد ينتج لأنه هاتف قديم. يعمل بتقنية GSM/EDGE/UMTS. جيل الجهاز هو BB5.0. عامل الشكل (التصميم) للجهاز هو "منزلق.